# Cegada de amor

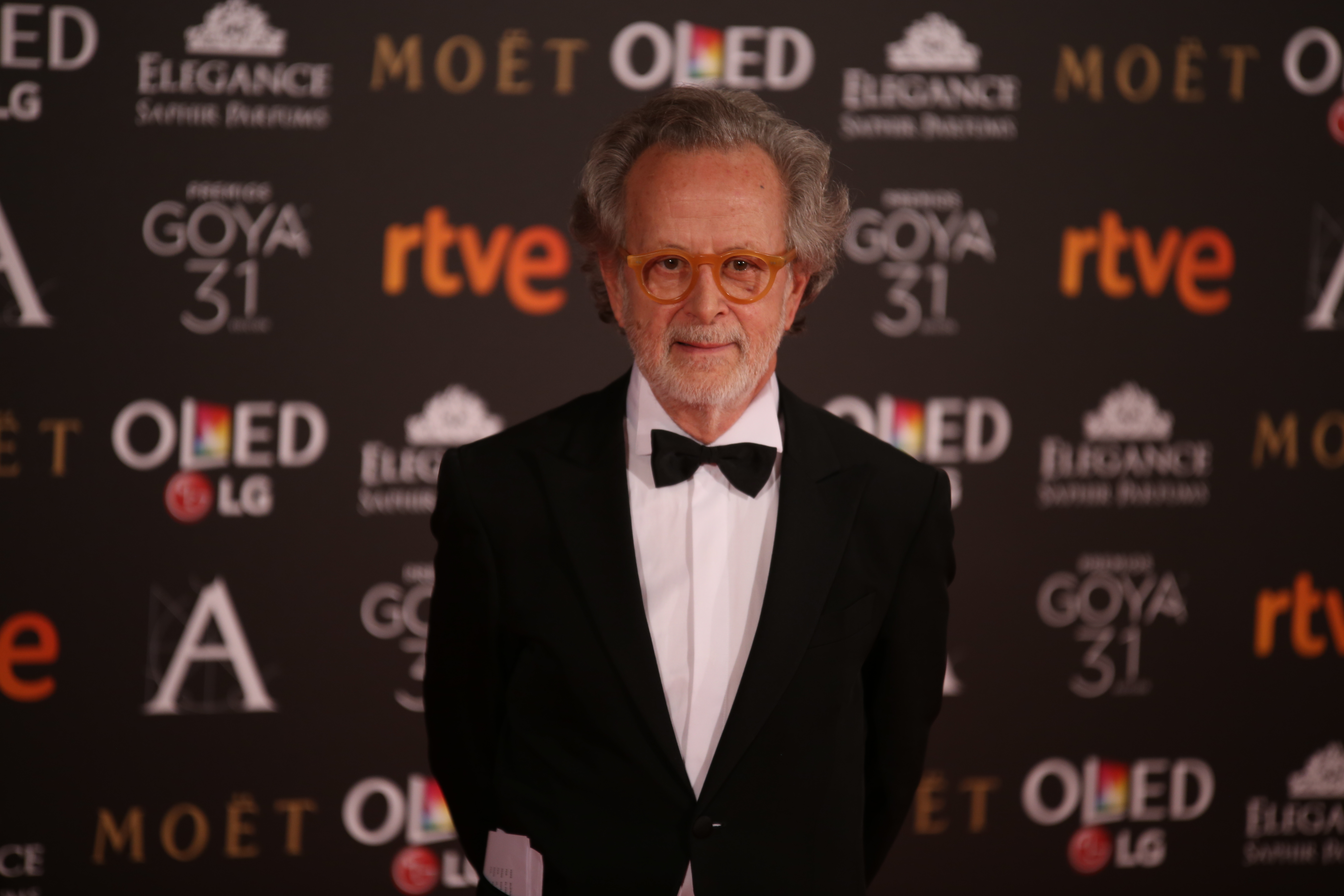
Fernando Colomo, guionista de Cegada de amor

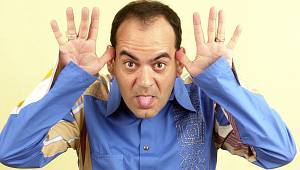
José Corbacho, guionista i actor de repartiment de Cegada de amor.

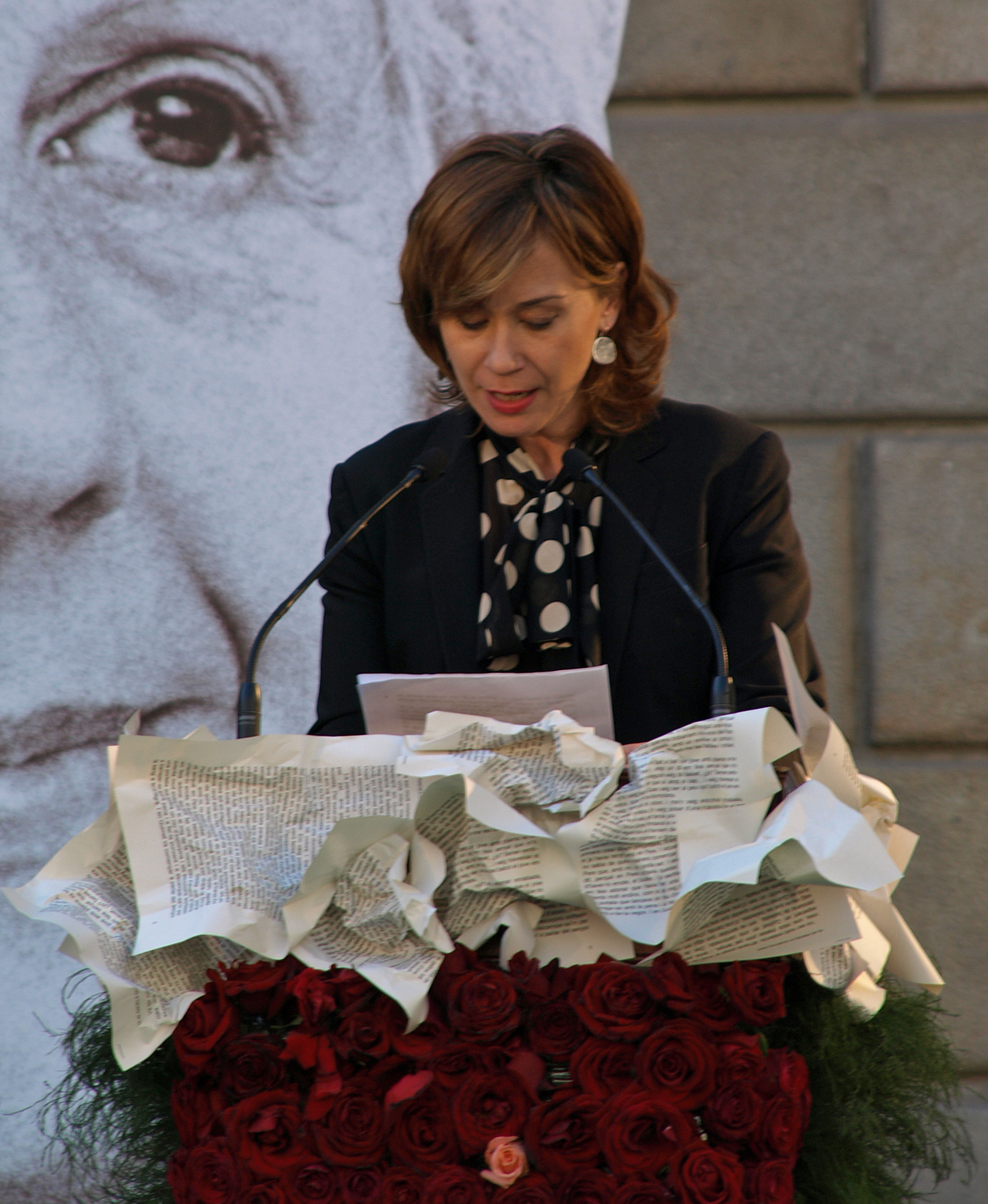
Anna Barrachina, actriu protagonista de Cegada de amor

Cegada de amor és una de les obres de teatre musical de la companyia teatral La Cubana. Es va estrenar el 28 de gener de 1994 al teatre Tívoli de Barcelona, on es va representar fins al 1998. Amb més de 1.300 representacions i més d'un milió d'espectadors, ostenta el rècord de públic del teatre.
La idea inicial i la direcció van ser de Jordi Milán, i el guió va ser escrit per Milán juntament amb Joaquim Oristrell, José Corbacho i Fernando Colomo. L'obra va ser interpretada per Anna Barrachina, Sílvia Aleacar, María José Pérez, Cati Solivelles, Miquel Crespi, José Corbacho, Jaume Baucis, Santi Millán, Xavier Tena i Jordi Milán. David Ramírez substitueix Miquel Crespi a la gira. Juanca Alegre i Jordi Milán substitueixen en algunes representacions a Xavi Tena. Cristina López i Carmen Losa substitueixen en algunes representacions a Maria José Pérez.

## Argument
L'Estrellita Verdiales va ser una nena prodigi que actualment, ja d'edat madura, està rodant una pel·lícula on interpreta a una joveneta òrfena de 17 anys en viatge d'estudis a Barcelona. Coneix i s'enamora d'en Jean François un jove francès estudiant de medecina. Més endavant es retroben a París i celebren l'aniversari de l'Estrellita amb una festa a casa del noi. Ell li prepara un regal sorpresa: un pastís d'aniversari amb una gàbia i dos coloms que surten volant. Un dels coloms defeca i li cau damunt dels ulls a l'Estrellita deixant-la cega. En Jean François promet acabar els seus estudis de medecina per poder guarir la seva estimada. Però llavors, el rodatge s'interromp per ordre del director, i al crit de "corten!" es descompon l'escena. I és que en realitat, el públic no està visionant una pel·lícula d'una "nena-prodigi", sinó que és el rodatge d'una pel·lícula on participa una "nena prodigi", Estrellita Verdiales, de 47 anys. A base de tractaments i "disimulos" ornamentals el seu productor Andreu Marçal l'ha anat mantenint jove davant les càmeres. Qui dirigeix el rodatge és Antonio Valdivieso, qui representa un director molt polèmic i egocèntric del panorama cinematogràfic del país, que sempre va acompanyat de la seva mare Trinidad Gordillo, "doña Trini".
La pel·lícula avança i es van mostrant les bambolines del rodatge. L'Estrellita s'enfada perquè creu que la ridiculitzen, Jaime Blanchard (que representa que és l'actor que interpreta en Jean François) és l'amant del director de la pel·lícula, Antonio Validivieso... Mentrestant, a la sala el públic comença a protestar. Hi ha tant xivarri al cinema/teatre que fins i tot els personatges de la pel·lícula es comencen a posar nerviosos i demanen al públic silenci i respecte. La cosa augmenta i comença un desenfrenat diàleg entre el públic i la pel·lícula. S'arriba a un punt de tensió que un personatge de la pel·lícula traspassa la pantalla i surt "en viu" davant dels espectadors. A partir d'aquest moment els personatges de la pel·lícula entren i surten com si res de la pantalla, i els empleats del teatre i el públic, també. El guió és una bogeria, un joc interactiu on els problemes dels personatges de dins de la pel·lícula i els del teatre es confonen. La pel·lícula arriba al final sense que el públic hagi distingit ben bé el que passa a dins del que passa fora. 
En definitiva, els actors de la pel·lícula interactuen amb el públic de l'obra de teatre, fins al punt de "sortir" de la pantalla i barrejar les línies argumentals de la pel·lícula i l'obra teatral, interpretant els personatges dels actors.

## Premis destacats
- Premi de la crítica teatral de Barcelona per al Millor espectacle musical (temporada 93-94).[5]
- Premis MAX de les Arts Escèniques per al millor espectacle de teatre i per al millor productor d'arts escèniques (1998)[6]